# 1 Grupa Armii (USA)

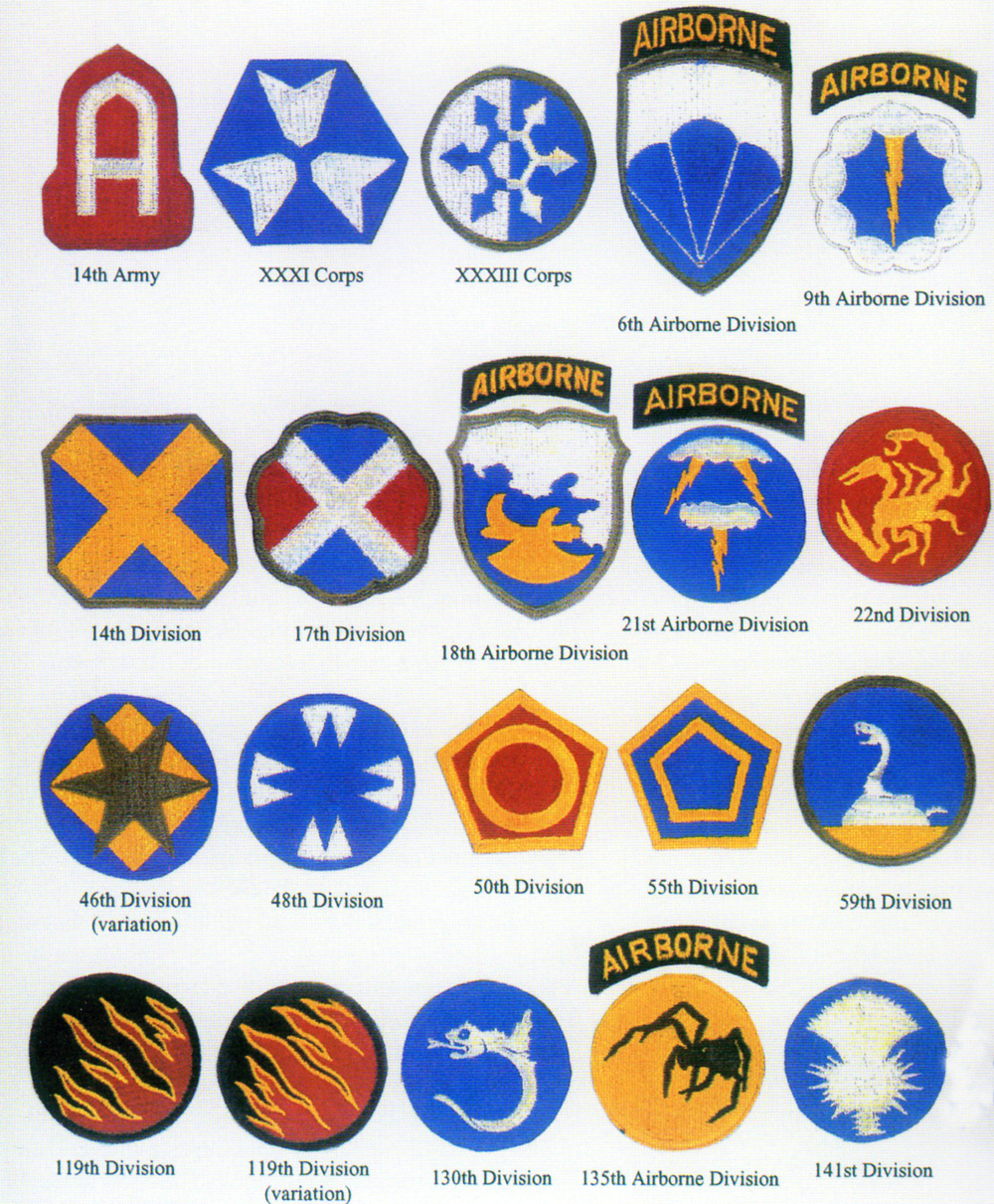
Naszywki „jednostek” 1 Grupy Armii

1 Grupa Armii Stanów Zjednoczonych (ang. First United States Army Group, FUSAG) – początkowo rzeczywisty, później fikcyjny (formacja duch) związek operacyjny (grupa armii) z okresu II wojny światowej, działający w ramach operacji Fortitude w celu zmylenia armii niemieckiej co do miejsca głównego lądowania sił alianckich. 

## Geneza i działania
Początkowo FUSAG był rzeczywistą grupą armii, która miała wziąć udział w inwazji na północy Francji (z tego powodu jej dowódcą był jeden z wyższych stopniem oficerów amerykańskich – generał porucznik Omar Bradley). Lecz wraz z rozpoczęciem operacji Fortitude 1 Grupa Armii się zmieniła – dotychczasowe szkieletowe dowództwo miało 1 sierpnia 1944 roku stać się dowództwem 12 Grupy Armii, zaś formalne kierownictwo nad będącą teraz formacją-duchem 1 Grupą Armii objął generał brygady George Patton (przeniesiony na niższe stanowisko za incydent ze spoliczkowaniem, był on jednak wciąż uważany przez Niemców za jednego z najlepszych alianckich generałów, co miało wzmocnić autentyczność FUSAG). Miało to na celu przekonanie Wodza i kanclerza Rzeszy Adolfa Hitlera, że alianci mają dokonać głównego ataku w rejonie Pas-de-Calais. W ramach tego zbudowano fałszywe porty, lotniska, obozy oraz makiety pojazdów wojskowych. „Sztab” został rozlokowany w Dover, miasta znajdującego się najbliżej kontynentalnej części Europy.
Skuteczność operacji Fortitude, a więc także 1 Grupy Armii i brytyjskiej 4 Armii, działającej w ramach „Fortitude North” będącej częścią operacji Fortitude, potwierdziła się w trakcie lądowania w Normandii, kiedy to niemieckie Naczelne Dowództwo Wehrmachtu nie wspomogło walczącej w Normandii 7 Armii z Grupy Armii B ani jednym oddziałem 15 Armii, wciąż myśląc, że główne uderzenie nastąpi w Calais, przez co papierową 1 Grupę Armii rozwiązano dopiero w październiku 1944 roku.

## Dowództwo i skład
- dowódcy
  - generał porucznik Omar Bradley (19 października 1943 – 1 sierpnia 1944)
  - generał brygady George Patton (1 sierpnia – 18 października 1944) (od wiosny 1944 roku faktyczny)

- skład
  - 14 Armia (formacja duch)
    - XXXIII Korpus
    - XXXVII Korpus
      - 6 Dywizja Powietrznodesantowa
      - 9 Dywizja Powietrznodesantowa
      - 17 Dywizja Powietrznodesantowa
      - 18 Dywizja Powietrznodesantowa
      - 21 Dywizja Powietrznodesantowa
      - 135 Dywizja Powietrznodesantowa
      - 9 Dywizja Pancerna
      - 11 Dywizja Piechoty
      - 14 Dywizja Piechoty
      - 22 Dywizja Piechoty
      - 46 Dywizja Piechoty
      - 48 Dywizja Piechoty
      - 50 Dywizja Piechoty
      - 55 Dywizja Piechoty
      - 59 Dywizja Piechoty
      - 108 Dywizja Piechoty
      - 119 Dywizja Piechoty
      - 130 Dywizja Piechoty
      - 141 Dywizja Piechoty
      - 157 Dywizja Piechoty